# Bois Don't Cry
"Bois Don't Cry" é uma canção da banda de rock cômico Mamonas Assassinas, lançada originalmente no álbum homônimo de estreia e único do grupo. O título da canção é uma paródia de "Boys Don't Cry", de The Cure. O vocalista Dinho performa a canção de forma parecida com o músico Waldick Soriano. Durante a música, há o uso de melodias das canções "Tom Sawyer", da banda Rush, e "The Mirror", de Dream Theater.